# Parque metropolitano Simón Bolívar
El parque metropolitano Simón Bolívar es el parque urbano más grande e importante de la ciudad de Bogotá, se encuentra ubicado en el centro geográfico de Bogotá (Colombia) en la localidad de Teusaquillo. Es surcado por la carrera 60 y la carrera 68 de oriente a occidente y las calles 63 y 53. Es bastante popular entre los bogotanos quienes lo visitan a diario. Aunque el parque metropolitano se compone de varios parques, los bogotanos tienden a referirse a cada uno de estos parques de forma separada y no los asocian con un solo "megaparque".
En la actualidad se le considera el “pulmón de la ciudad”, por su estratégica ubicación en el corazón de Bogotá, por su amplia vegetación y gran dimensión de sus zonas verdes. Igualmente por la cantidad y variedad de escenarios que lo conforman.

## Historia

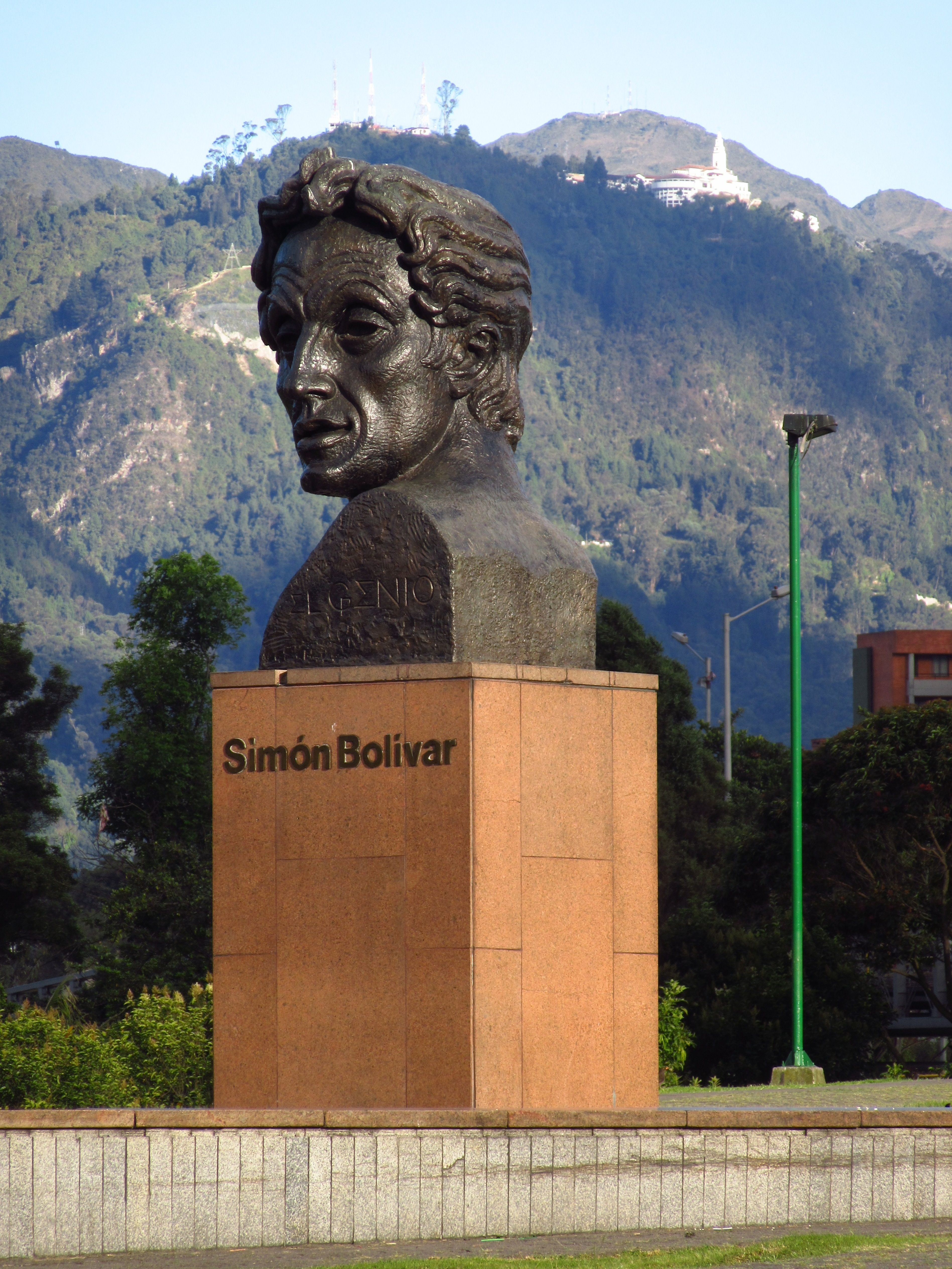
Busto de Simón Bolívar de Victorio Macho, donado por el Gobierno Venezolano (2,2 metros de alto y 8 toneladas de peso)

El Parque Metropolitano Simón Bolívar fue construido en terrenos que formaban parte de la Hacienda El Salitre que pertenecía a José Joaquín Vargas quien tras su muerte en 1936 la donó como herencia a varias obras de beneficencia.
Se empezó a construir en el año 1966; inicialmente contenía una caseta deportiva. En 1968 con ocasión de la visita del papa Pablo VI para el 39.º Congreso Eucarístico Internacional se construyó un pequeño templo, al cual se le denominó Templete Eucarístico. Para esa época, el parque ya contaba con lagos y se sembraban los primeros árboles. Posteriormente se construyó un segundo templete para la visita del papa Juan Pablo II en junio de 1986.
Actualmente el parque cuenta con una infraestructura de ciclovías, caminos peatonales, parqueadero para automóviles y una plaza ceremonial (conocida como la Plaza de Eventos) con capacidad para 140 000 personas; la mayor parte de esta infraestructura fue remodelada, restaurada o readecuada además de las adiciones de ciclorutas, alamedas y otras obras importantes en las administraciones del alcalde Antanas Mockus.
Mediante la Ley 31 de 1979, fue creado oficialmente el parque en conmemoración de los 200 años del nacimiento de Simón Bolívar que se celebraría 4 años después.
Arturo Robledo Ocampo fue el diseñador de la nueva etapa del parque. En 1982, el arquitecto Robledo presentó los planos detallados de la zona y plaza central del parque. Igualmente desarrolló el trazado de los senderos y la arborización, así como el diseño del acueducto, la terraza, el canal, el puente y los muros cercanos al lago.
En 1983 fue culminada la primera fase de la Plaza de Eventos y la adecuación de 3300 árboles e iluminación. Posteriormente en una segunda fase se entregó un puente peatonal que une al parque con el Museo de los Niños.
En 1995 se ampliaron los senderos peatonales de 5 hasta 10 metros de ancho, se cerró el escenario perimetralmente, se remodelaron la zona de parqueaderos y los parques infantiles, se mejoró la iluminación y se agregaron tres nuevos accesos.
Desde 1996 se han diseñado programa sociales para convertir el parque en un centro para eventos públicos como el Festival de Verano y Rock al Parque, convirtiéndose así en el eje de las actividades deportivas y recreativas de la ciudad.

## Sistema de Parques Simón Bolívar

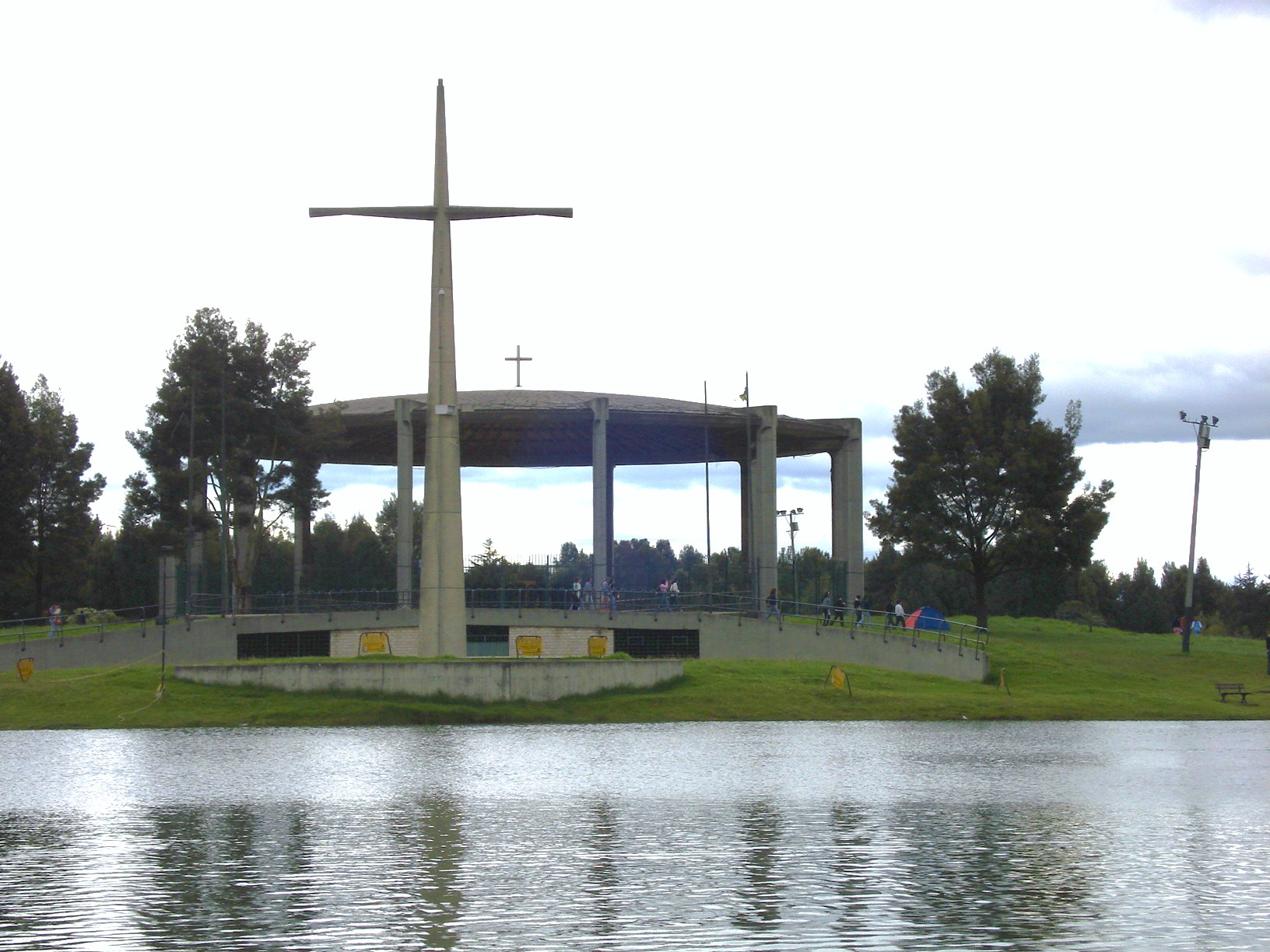
Templete eucarístico

El sistema de Parques Simón Bolívar está comprendido entre otros parques por:

### Parque Central Simón Bolívar
Es la principal zona verde del parque Simón Bolívar, tiene un área de 113 hectáreas, en las cuales se pueden realizar distintas actividades del tipo contemplativo; el parque en sí fue construido en 1968 para la visita del papa Pablo VI, quien asistía al Congreso Eucarístico, en el parque se llevó a cabo una misa campal para lo cual se erigió el Templete Eucarístico ubicado frente al lago que tiene un área de 11 hectáreas; además de ello, el parque tiene dos áreas de juegos para niños, 16 kilómetros de caminos, pista para trote y una concha acústica como escenario complementario a la Plaza de Eventos, con capacidad para más de 80 mil espectadores, en donde en la actualidad se celebran eventos como el Festival de Verano (IDRD), Rock al Parque y el Festival Iberoamericano de Teatro.y tiene muchas cosas más para visitar.
Cuenta con 4 estaciones de TransMilenio 7 de Agosto y Movistar Arena de la Línea E, y Salitre - El Greco y El Tiempo - Cámara de Comercio de Bogotá de la Línea K. Cerca a este punto hay un parqueadero sobre la avenida 68, útil para quienes van a grandes eventos.

### Parque del Lago o de "Los Novios"
El Parque de Los Novios está ubicado en la calle 63 con carrera 45 y forma parte del Parque Metropolitano Simón Bolívar, cuenta con una superficie de 23 hectáreas, dotadas con instalaciones deportivas como campos de fútbol, pista de bicicrós y motocross. Posee un sendero peatonal de 1.537 m y una pista de trote sobre campo traviesa de 1850 m, también cuenta con 19 Kioscos o casetas para la realización de asados disponibles para la comunidad. Como vía de acceso se tiene a pocos metros las estaciones Movistar Arena y 7 de Agosto del sistema de transporte TransMilenio. 
Uno de los principales atractivos son los lagos, en donde se ofrece el servicio de botes de pedal y kayak, actividades ideales para la recreación pasiva y contemplativa, en la superficie de agua se pueden observar algunos peces tales como carpas, y goldfish.

### Parque el Salitre

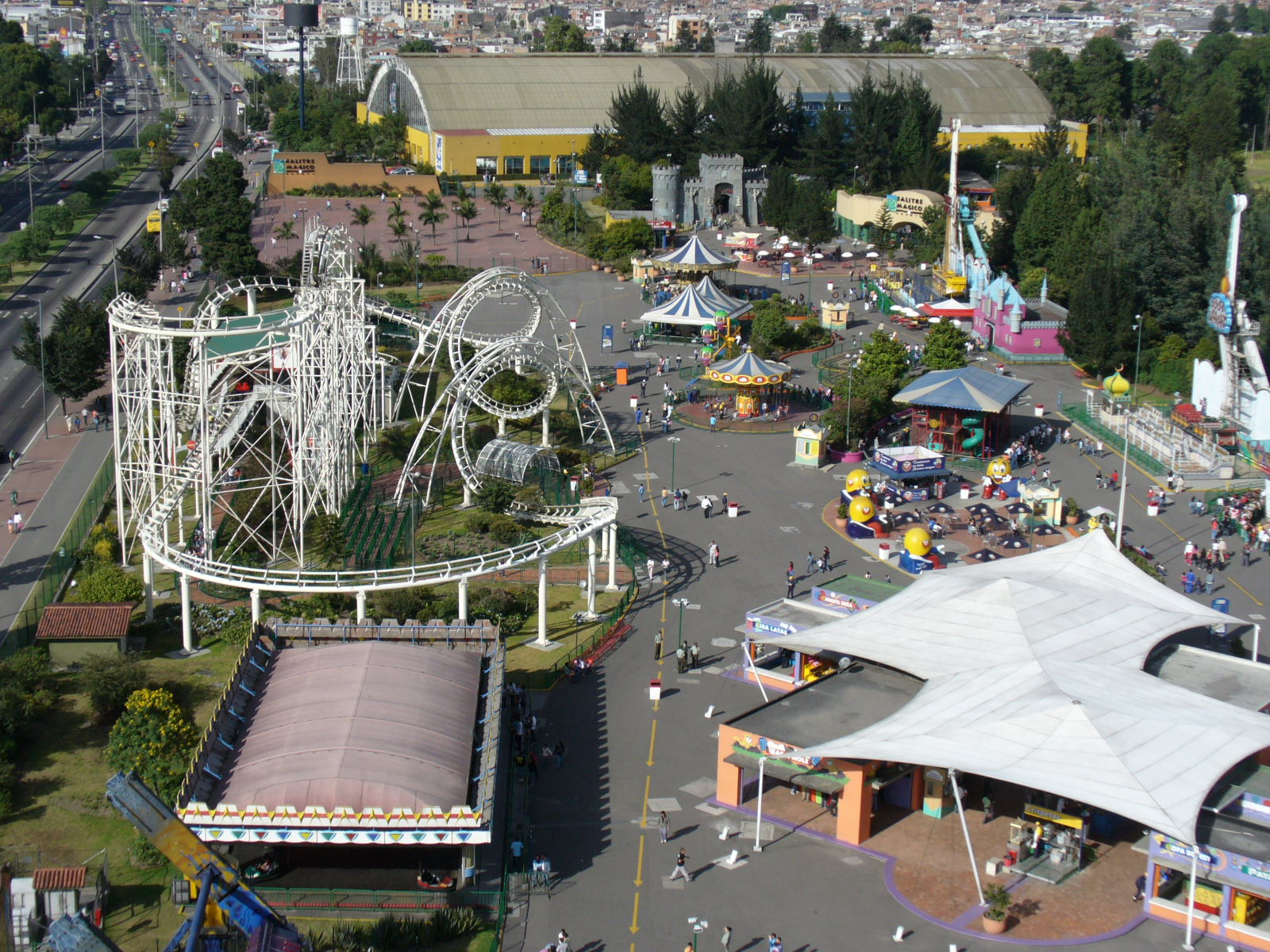
Parque El Salitre

Antiguamente llamado así, actualmente conocido a nivel comercial como Parque Salitre Mágico, es un área recreativa que incluye atracciones mecánicas. El parque de diversiones es bien reconocido por su rueda panorámica desde donde se alcanza una vista perfecta de toda la ciudad (similar al London eye en Londres) y tres montañas rusas de alto impacto, además de otras atracciones para toda la familia. Además el Cici Aquapark, un centro acuático con acceso pagado, que cuenta con piscina climatizadas, olas y varios toboganes. Este parque fue entregado en concesión a un grupo mexicano, quienes se encargaron de remodelarlo, reemplazando no solo las atracciones mecánicas, sino también el diseño de todo el parque y actualmente son sus operadores.

### Parque Recreo-Deportivo El Salitre (PRD)
El complejo Parque RecreoDeportivo El Salitre se encuentra ubicado en la parte posterior del Parque el Salitre (Salitre Mágico), al que estaba unido antes de que este último fuese entregado en concesión. Cuenta con instalaciones para práctica de diversos deportes, sobre todo fútbol y baloncesto, y un pequeño coliseo cubierto para eventos menores, además de amplias zonas de estar y parqueaderos.

### Museo de los Niños

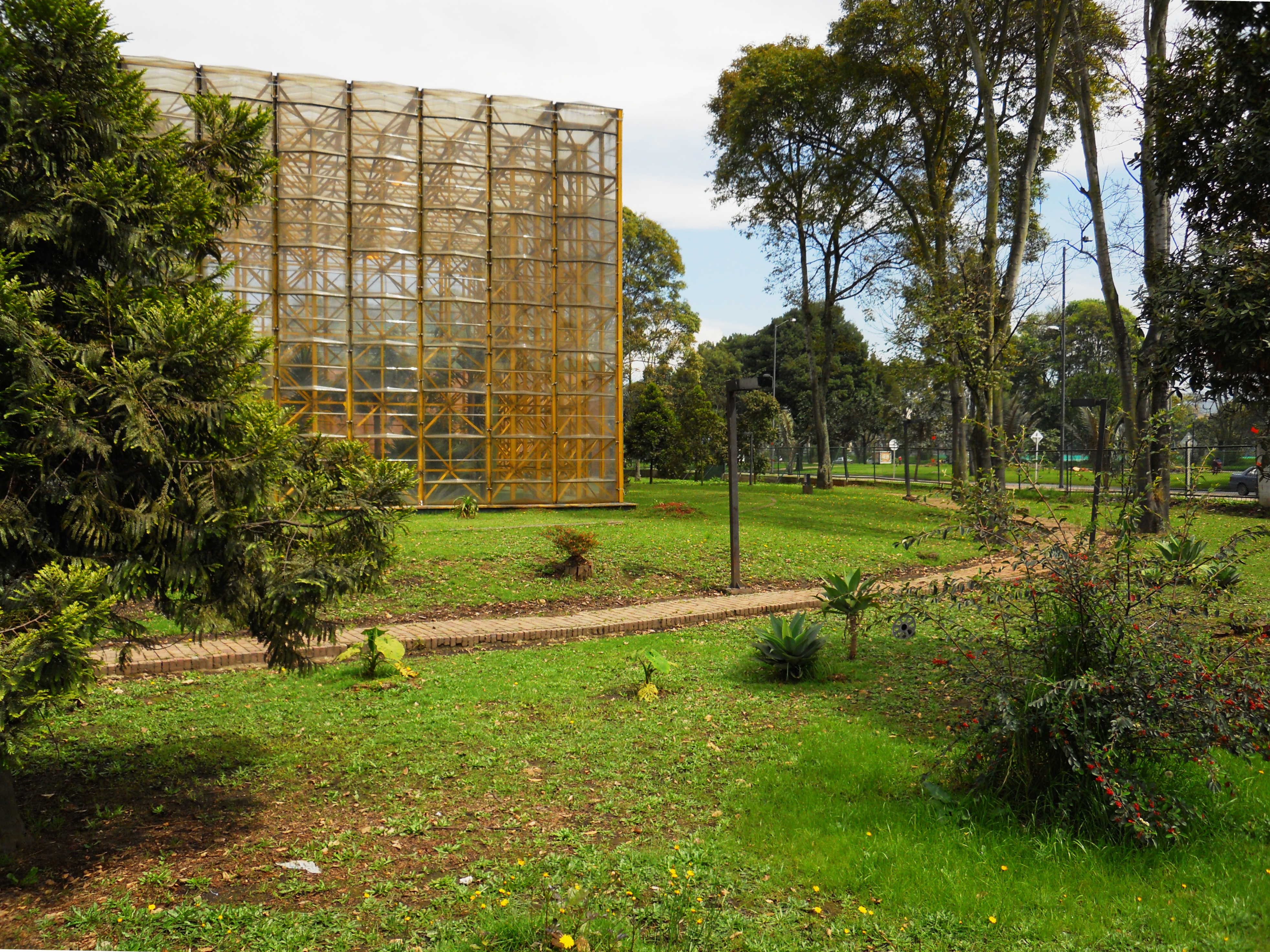
Museo de los Niños

El Museo de los Niños fundado en 1987, es un lugar para la apropiación, apreciación y valoración de la cultura científica a través de experiencias significativas que despierten un pensamiento creativo y crítico. Atiende público de todas las edades. 
Actividades que se pueden realizar: 
• Rutas por exhibiciones con diversas temáticas: ciencia, arte, tecnología, gastronomía, movilidad, robótica, electrónica, naturaleza, física, química, actividades sensoriales, audiovisuales, manejo de residuos, entre otras (depende de la programación diaria).
• Fiestas infantiles y empresariales.
• Teatros, salones para conversatorios, laboratorios.
• Café exprés.
• Tienda de arte y ciencia.
• Parqueadero vigilado.
El Museo de los Niños cuenta con el Programa CLUBHOUSE: Programa gratuito de Tecnología, para niños y jóvenes 10–18 años. Robótica, animación, producción audiovisual, impresión 3D, entre otras.
Información oficial y programación diaria: www.museodelosninos.org

### Palacio de los Deportes
Es un coliseo cubierto, dedicado a eventos importantes pero de mediana asistencia, su capacidad es menor a la de otros coliseos de la ciudad. En sus terrenos se terminó de construir en 2004 y con motivo de los juegos nacionales el Complejo Acuático "Simón Bolívar".
El palacio de los deportes es uno de los espacios más utilizados para organizar conciertos. También hacen montajes teatrales y una gran cantidad de eventos, debido a la versatilidad del recinto, y por supuesto, actividades deportivas bajo techo.

### Complejo Acuático Simón Bolívar
El Complejo Acuático Simón Bolívar cuenta con cuatro piscinas: una de entrenamiento (25 metros), una olímpica (50 metros), una pequeña (12 metros) y una piscina de clavados (25 por 25) 5 metros de profundidad, cuyas especificaciones técnicas están avaladas por la Federación Internacional de Natación. En esta hay graderías con capacidad para 1500 personas, parqueaderos para 300 vehículos, servicios de sauna, baños turcos, vestieres, gimnasio, café Internet y cafetería.
La temperatura permanente del agua es de 27 °C, lo cual está garantizado por dos calderas de gran capacidad y una de repuesto que se encuentran ubicadas, juntos con los filtros y equipos para el tratamiento del agua, en el corcamo, un sótano de 2000 metros cuadrados del cual depende toda la operación técnica de las piscinas.

### Unidad Deportiva El Salitre (UDS)

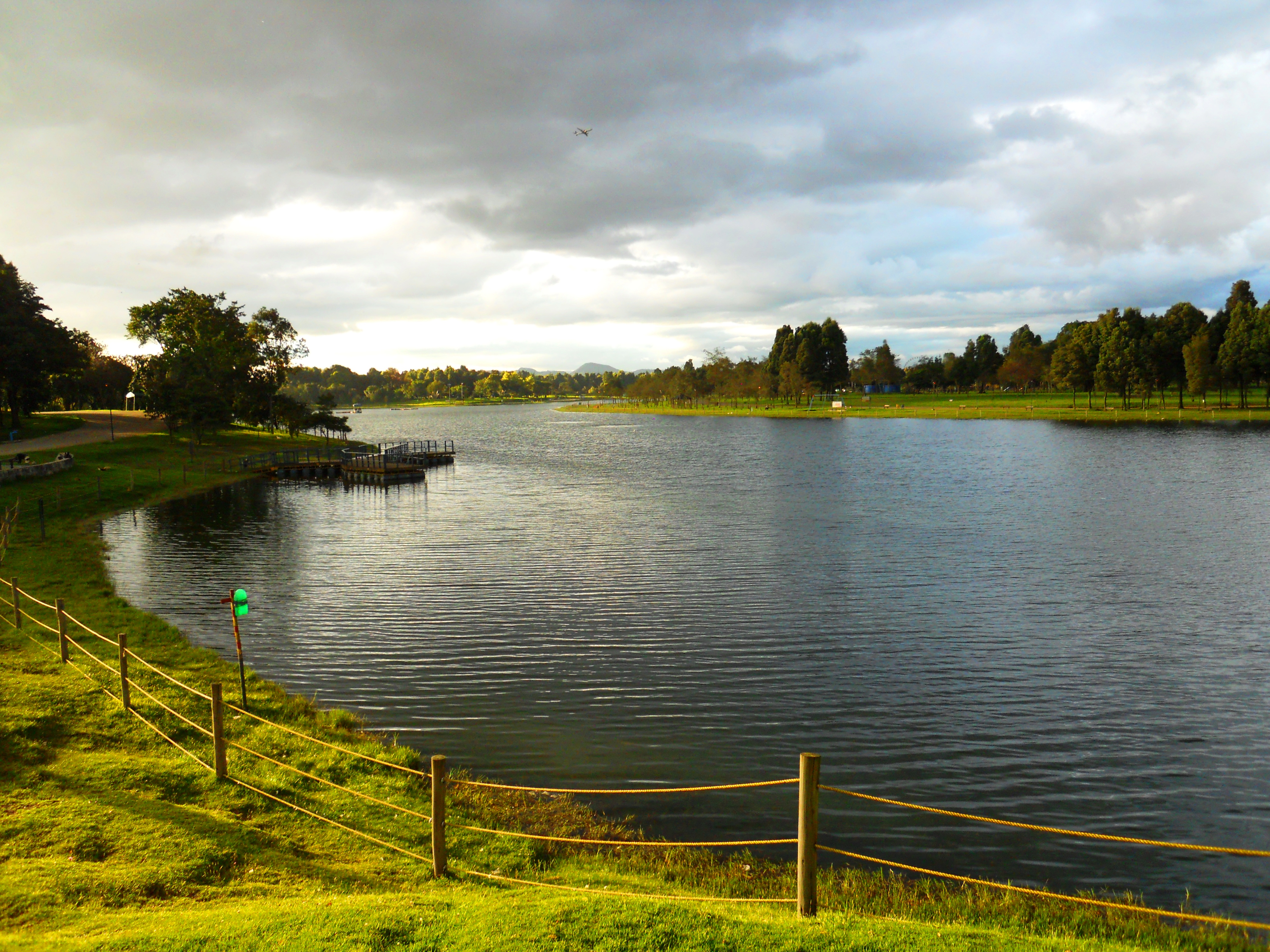
Lago del parque central Simón Bolívar

Es un centro deportivo dotado de instalaciones para la práctica de una amplia variedad de deportes, tanto de salón y como de campo. En esta unidad deportiva están ubicados el Coliseo El Salitre (el segundo más importante de la ciudad después de Coliseo Cubierto El Campín) y el velódromo "Luis Carlos Galán Sarmiento". Este último construido especialmente para el Campeonato Mundial de Ciclismo en Pista 1995 de la Unión Ciclista Internacional (UCI). Además es sede de las ligas deportivas de la ciudad con sus respectivos campos de entrenamiento. Cuenta con una bolera pública y senderos que se conectan mediante un puente peatonal sobre la Avenida 68 con el Parque Central Simón Bolívar.

### Centro de Alto Rendimiento
Es un centro de entrenamiento deportivo administrado por Coldeportes (entidad de carácter nacional encargada del desarrollo deportivo del país), en que hay pistas atléticas, gimnasios, un laboratorio antidopaje y otras instalaciones deportivas destacables.
Este está ubicado en la antigua sede del Club de Empleados Oficiales, terreno que también comparte con la sede del IDRD (Instituto Distrital de Recreación y Deporte, entidad encargada de la administración de la gran mayoría de la infraestructura de parques y escenarios de eventos y deportivos de la ciudad y la realización de la ciclovía dominical).

### Biblioteca Virgilio Barco

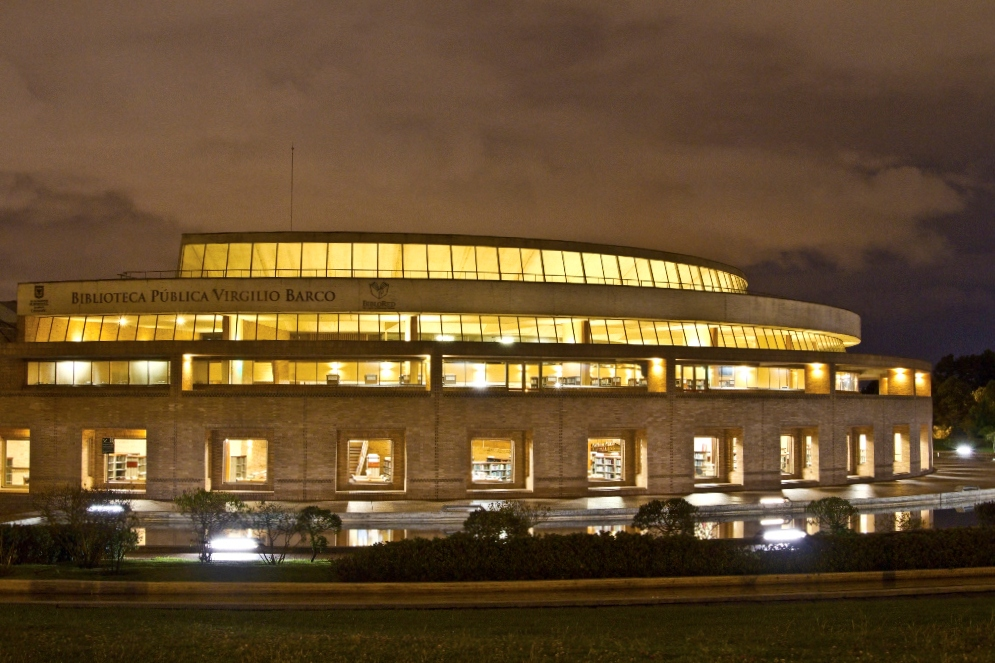
Biblioteca Virgilio Barco

Es la biblioteca central del sistema distrital de bibliotecas BibloRed; ofrece amplios espacios para la lectura, cafetería, rincones iluminados donde se disfruta el paisaje rebosante de naturaleza en un interior invadido por la luz. Los espejos de agua envuelven el edificio brindando un ambiente de paz y recogimiento. Las terrazas ofrecen un amplio panorama del parque exterior y de la ciudad que se confunde con los cerros que la rodean. Su diseño está concebido para acoger al ciudadano, para ofrecerle paz, motivando la concentración y el esparcimiento. Además de ello está en medio de un parque con zonas para caminar y ciclorrutas. Fue diseñada por el famoso arquitecto colombo-francés Rogelio Salmona.

### Plaza de los Artesanos
Se encuentra ubicado entre la calle 63 y 64 con carrera 48 y transversal 47 en la localidad de Barrios Unidos (Bogotá).
La Plaza de los Artesanos, con un área de 37 000 metros cuadrados, es el segundo recinto ferial de la capital del país. El complejo es un gran espacio que evoca las tradiciones de las plazas y los patios, lugar común de las raíces latinoamericanas. 
Tiene por objeto contribuir al mejoramiento de las condiciones de vida de grupos productivos, mediante la creación de un espacio para la exhibición, comercialización y promoción de productos artesanales. 
Así mismo, su diseño arquitectónico, flexible, convierte a la Plaza en el espacio ideal para la realización de diversos eventos como exhibiciones, seminarios, desfiles, conciertos y lanzamientos, entre otros; así como reuniones de índole social. Es administrado por la empresa estatal "Artesanías de Colombia".

### Jardín Botánico José Celestino Mutis

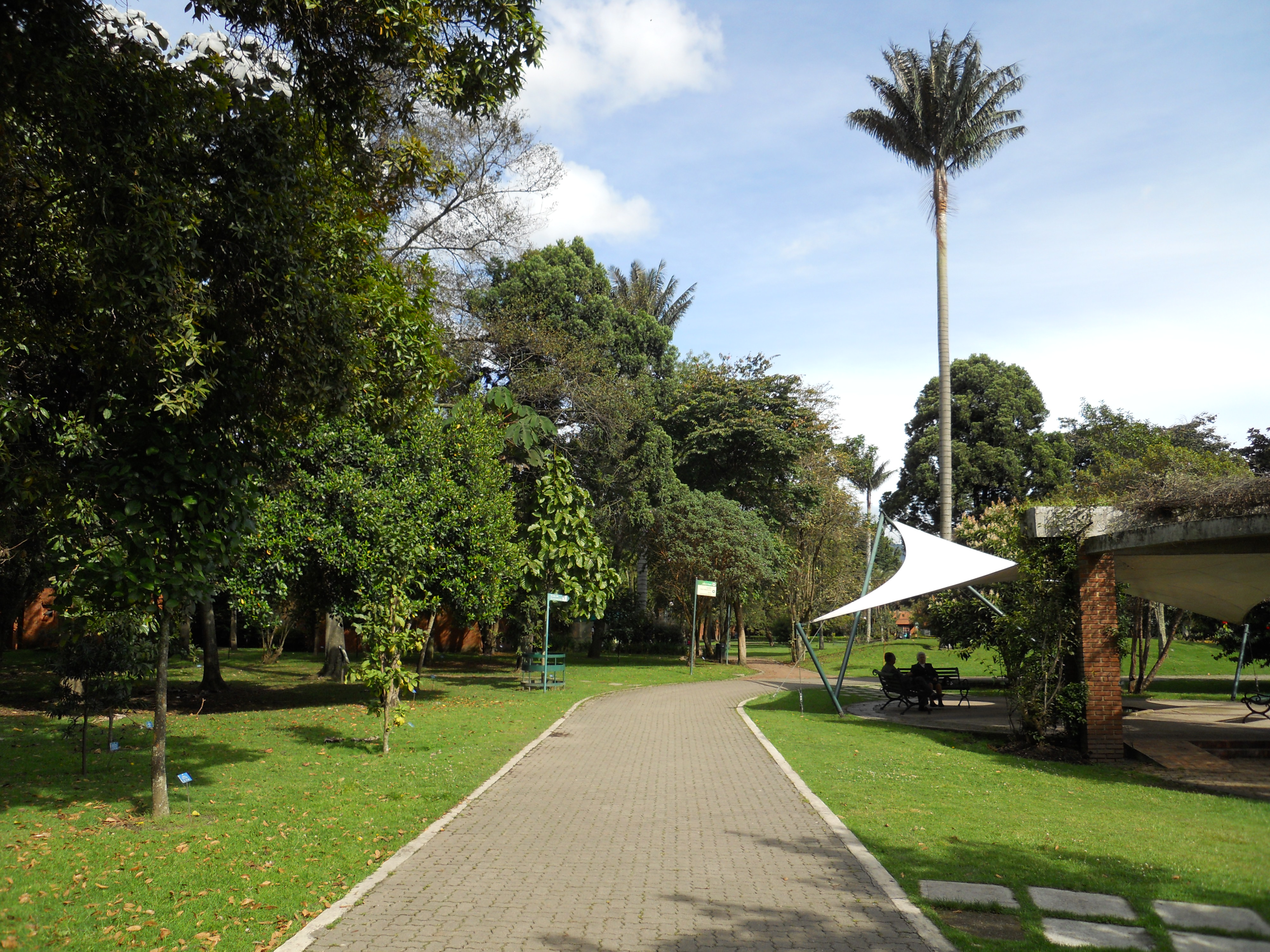
Jardín botánico José Celestino Mutis

Contiene invernaderos climatizados a diferentes temperaturas donde se exhibe la flora de los diferentes regiones y pisos térmicos de Colombia, desde La Guajira, pasando por los páramos de las alturas de los Andes colombianos e incluyendo la Amazonia. 
Entre sus colecciones más interesantes está una de 5000 orquídeas originarias de Colombia y una colección de rosas. Es famoso por ser el jardín botánico con más ejemplares de flora tropical del mundo.[cita requerida]

### Cancha Popular de Golf
La Federación Colombiana de Golf construyó, con el apoyo de la Alcaldía Mayor de Bogotá, a través del Instituto distrital de Recreación y Deporte, el primer Campo público de Práctica de golf en Bogotá. Ubicado a espaldas del Centro de Alto Rendimiento y de la Plaza de Artesanos, el escenario fue levantado en un terreno de 5 hectáreas, en un sitio que colinda con el Parque de los Novios, el Parque Simón Bolívar y el Parque El Salitre.